# Lijst van burgemeesters van Renesse
Dit is een lijst van burgemeesters van de voormalige Nederlandse gemeente Renesse tot die gemeente in 1961 opging in de fusiegemeente Westerschouwen.
| Ambtsperiode | Naam burgemeester                       | Partij of stroming | Bijzonderheden |
| ------------ | --------------------------------------- | ------------------ | --- |
| 1820 - 1840  | Jan (J.) de Bruijne                     |                    | |
| 1840 - 1853  | Roeland (R.) Steur                      |                    | |
| 1853 - 1854  | Cornelis Gast Czn.                      |                    | tevens burgemeester van Serooskerke (S) (1853-1854) en Noordwelle (1838-1854)                                                                       |
| 1854 - 1890  | Jacob Hoogenboom Bz.                    |                    | tevens burgemeester van Serooskerke en Noordwelle                                                                                                   |
| 1891 - 1910  | Frank Dirk Adriaan baron van Boetzelaer |                    | |
| 1910 - 1916  | Lambertus (L.) Nilant                   |                    | eerder burgemeester van Marken en Almkerk, later van Ouwerkerk en Sint Philipsland                                                                  |
| 1916 - 1944  | Willem Hendrik Scholder                 |                    | vanaf 1932 tevens burgemeester van Serooskerke en Noordwelle                                                                                        |
| 1944 - 1945  | Jan (J.P.C.) Boot                       | NSB                | waarnemend, tevens waarnemend burgemeester van Serooskerke en Noordwelle (beide 1944-1945) en burgemeester van Haamstede en Burgh (beide 1943-1945) |
| 1945 - 1949  | Willem Hendrik Scholder                 |                    | tevens burgemeester van Serooskerke en Noordwelle                                                                                                   |
| 1949 - 1961  | Gerard Feiko Lunsingh Tonckens          |                    | tevens tijdens (deel van) deze periode waarnemend burgemeester van Serooskerke en Noordwelle                                                        |